# Adopt Me!
Adopt Me! é um jogo multijogador massivo online desenvolvido pela Uplift Games dentro da plataforma de desenvolvimento de jogos Roblox. O foco original do jogo era uma encenação no qual o jogador podia assumir o papel de pai/mãe ou bebê, em que o jogador finge ser um pai adotando uma criança ou uma criança sendo adotada; porém, à medida que o jogo foi se desenvolvendo, seu foco mudou para adotar e cuidar de vários diferentes animais de estimação virtuais.
A Uplift Games, o estúdio independente por trás do jogo, emprega cerca de 40 funcionários e fatura 50 milhões de dólares por ano, principalmente por meio de microtransações.
Em 8 de maio de 2022, o jogo recebeu mais de 5 milhões de curtidas e mais de 28 bilhões de visitas, além de 24 milhões de favoritos
Em Dezembro de 2023, o jogo recebeu brinquedos do Happy Meal (McLanche Feliz).

## Jogabilidade
Adopt Me! gira em torno de adotar e cuidar de uma variedade de diferentes tipos de animais de estimação, que eclodem de ovos. Alguns animais só podem ser comprados com a moeda virtual oficial do Roblox, o Robux. Os animais de estimação são agrupados em 5 classes, com base na raridade e no custo. Esses grupos são Common (comum), Uncommon (incomum), Rare (raro), Ultra-Rare (ultra-raro) e Legendary (lendário). Uma vez chocados, os animais de estimação crescem a partir de seu status inicial como recém-nascidos, crescendo e virando crianças, pré-adolescentes, adolescentes, pós-adolescentes e, por fim, tornando-se adultos. Se um jogador tiver quatro animais de estimação totalmente crescidos do mesmo tipo, ele pode combiná-los para formar um animal de estimação "Neon", e quatro animais de estimação de neon totalmente crescidos podem ser combinados em um animal de estimação "Mega-Neon". As compras dentro do jogo são realizadas tanto pelo Robux quanto pela moeda virtual do Adopt Me!, chamada de "Bucks". Bucks podem ser ganhados atendendo às necessidades de um animal de estimação, como comer e beber, entre outros métodos. Os jogadores também podem adotar crianças e brincar com outros jogadores.